# Katzenschrei-Syndrom
Das Katzenschrei-Syndrom oder Cri-du-chat-Syndrom (kurz: CDC-Syndrom oder CCS) ist erstmals 1963 von dem französischen Genetiker und Kinderarzt Jérôme Lejeune unter wissenschaftlichen Gesichtspunkten beschrieben worden. Er benannte es nach den katzenähnlichen Schreien (französisch cri du chat = „Katzenschrei“) der betroffenen Kinder im frühen Kindesalter.
Das Katzenschrei-Syndrom wird auch als Lejeune-Syndrom oder nach seiner Ursache als 5p-Syndrom (Chromosom-5p-Syndrom), bzw. 5p-minus-Syndrom bezeichnet.

## Ursache
Die Ursache des CDC-Syndroms ist eine strukturelle Chromosomenaberration (nicht numerisch) mit partieller Deletion (= Stückverlust) am kurzen Arm eines Chromosoms 5 (= partielle Monosomie). Der Verlust erfolgt in der Regel zufällig und nach heutigem Wissen ohne besondere äußere Einflüsse im Zeitraum der letzten Zellteilung der Eizelle.
In 15 % der Fälle wird das CDC-Syndrom durch eine unbalancierte Chromosomentranslokation ausgelöst, wobei bei 10 % der Kinder bei einem Elternteil bereits ein Teil des entsprechenden Chromosomenarmes abgebrochen ist und sich an einem anderen Chromosom angelagert hat (= balancierte Translokation). Dieser Elternteil hat kein CDC-Syndrom, da bei ihm die Translokation balanciert (= ausgeglichen) vorliegt und die Menge des Erbmaterials sich somit nicht verändert hat. Die Wahrscheinlichkeit, dass ein Kind mit dem CDC-Syndrom geboren wird, dessen Mutter oder Vater eine entsprechende balancierte Translokation hat, beträgt 25 %.

## Auftretenshäufigkeit
Schätzungsweise eines von 50.000 Kindern hat ein CDC-Syndrom, wobei es wahrscheinlich ist, dass das Syndrom oft nicht erkannt bzw. nicht als solches diagnostiziert wird.
Im Verhältnis 5:1 sind mehr Mädchen als Jungen von dieser Chromosomenbesonderheit betroffen (= Gynäkotropie).

## Merkmale

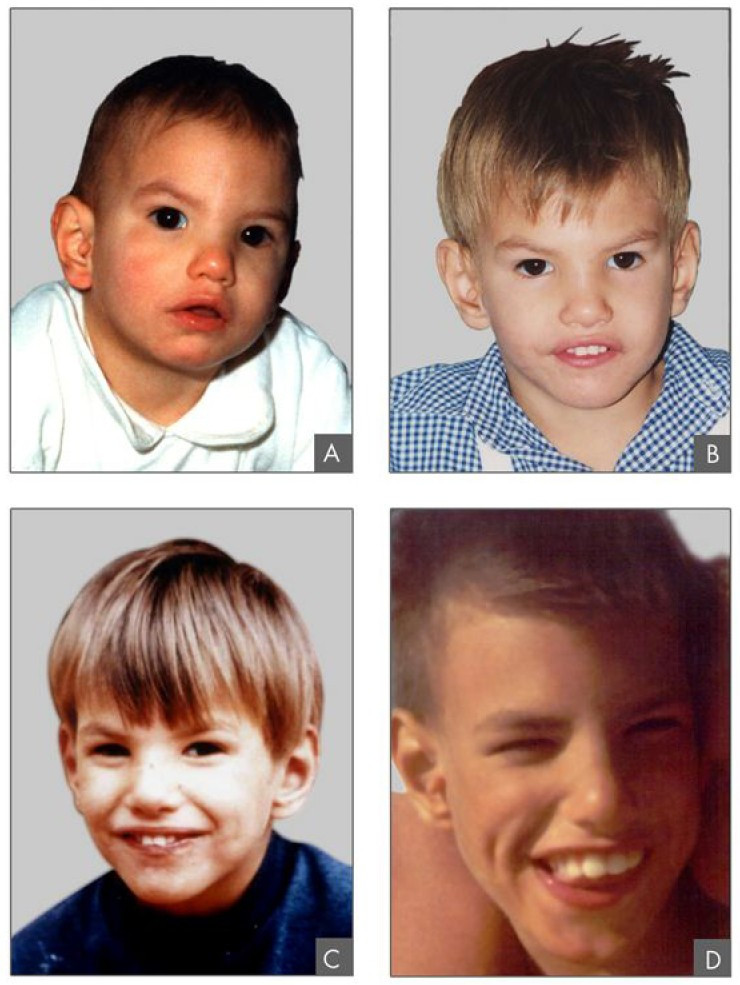
Merkmale beim Katzenschrei-Syndrom

Bei den meisten Kindern mit CDC-Syndrom finden sich diverse Merkmale, die auf die Chromosomenbesonderheit hindeuten können. Bei keinem Kind treten alle Merkmale auf bzw. die Symptome liegen nicht bei allen Kindern in der gleichen Ausprägung vor. Eine sichere Diagnose ist darum ausschließlich durch eine Chromosomenanalyse möglich.
Häufige Symptome bei Menschen mit CDC-Syndrom sind:
- katzenschreiartige, hohe und schrille Lautäußerungen im frühen Kindesalter, die sich mit der Zeit jedoch verlieren und auf eine Fehlbildung des Kehlkopfes (Laryngomalazie) zurückgeführt werden
- Wachstumsstörungen (Kleinwuchs/unterdurchschnittliche Körpergröße und unterdurchschnittliches Körpergewicht)
- Muskelschwäche (Muskelhypotonie)
- ein vergleichsweise kleiner Kopf (Mikrozephalie), der oft länglich ist
- rundes Gesicht
- häufig recht tiefsitzende und besonders geformte (dysplastische) Ohren
- ein schmales Kinn, Mikrognathie
- eine verbreiterte und abgeflachte Nasenwurzel
- vergleichsweise weit auseinanderliegende Augen (Hypertelorismus)
- eine kleine sichelförmige Hautfalte an den inneren Augenwinkeln (Epikanthus medialis)
- nach außen abfallende Lidachsen (die äußeren Lidwinkel liegen tiefer als die inneren)
- Schwierigkeiten beim Saugen und Schlucken (daher oft Stillschwierigkeiten)
- häufig chronische Verstopfung
- häufige Infektionen der Ohren und der oberen Atemwege
- selten Fehlbildungen der inneren Organe, wenn jedoch vorhanden, ist überwiegend das Herz betroffen
- Augenprobleme (z. B. optische Atrophie, Schielen/Strabismus, bei älteren Menschen oft bilateral wechselnd)
- Steigerung und Verbreiterung der Reflexe (= Hyperreflexie)
- Verbiegung der Wirbelsäule (Skoliose), oft im fortgeschrittenen Lebensalter
- kurze Mittelhand- und/oder Mittelfußknochen
- Plattfüße
- Zahnprobleme
- Vierfingerfurche (nicht immer)
- meist starke Verzögerung der motorischen Entwicklung
- meist starke Verzögerung der lautsprachlichen Entwicklung
- kognitive Behinderung mit individuell unterschiedlichem Schweregrad
- mitunter Nierenagenesie

## Lebenserwartung
Wenn keine ernsten medizinischen Probleme vorhanden sind bzw. auftreten, ist die Lebenserwartung von Menschen mit CDC-Syndrom offenbar nicht wesentlich verkürzt, obgleich noch keine Langzeitstudien dazu vorliegen. Die sich abzeichnende Tendenz stützt jedoch die Annahme.

## Diagnose
Es ist möglich, ein CDC-Syndrom im Rahmen von Pränataldiagnostik mittels Amniozentese oder Chorionzottenbiopsie, bzw. durch die sich diesen Untersuchungen anschließende Chromosomenanalyse bereits vorgeburtlich zu diagnostizieren.
Nachgeburtlich kann die Diagnose durch die Untersuchung des Blutes des Kindes erfolgen. Liegt beim Kind eine Translokation vor, sollten die Eltern sich auf eine balancierte Translokation hin untersuchen lassen. Dadurch kann die Wahrscheinlichkeit eingeschätzt werden, bei Folgeschwangerschaften ein weiteres Kind mit dem Syndrom zu erwarten. Die relevante Region für die Symptomatik des CDC-Syndrom ist in 5p15.3-p15.2.
Abzugrenzen ist das ähnlich klingende Schreien beim German-Syndrom.

## Therapie
Ein CDC-Syndrom ist nicht ursächlich heilbar. Bislang sind lediglich die Symptome mehr oder weniger erfolgreich durch medizinische und therapeutische Behandlung und soziale Begleitung beeinflussbar.
Es ist nicht möglich, die persönliche Entwicklung eines einzelnen Kindes sicher vorherzusagen, wobei es als erwiesen gilt, dass die meisten Kinder, die Förderung und Forderung erfahren, sich besser entwickeln als die anderen.
Häufigste Fördermethoden, die sich positiv auf die Entwicklung der Kinder auswirken, sind Frühförderung, Krankengymnastik, Ergotherapie und Logopädie (Sprachtherapie, oft kombiniert bzw. gestützt mit Methoden der Unterstützten Kommunikation).
Wichtig ist darüber hinaus die frühzeitige präventive Behandlung von Zahnproblemen.